# Classe Sarancha
Classe Sarancha è il nome in codice NATO di un aliscafo lanciamissili progettato e costruito in Unione Sovietica negli anni settanta. La designazione russa era Progetto 1240 Urugan.

## Tecnica
La classe Sarancha fu progettata per sostituire le vecchie classe Osa II. Tuttavia, il progetto era estremamente complesso. Infatti, a differenza dei precedenti aliscafi sovietici, il Progetto 1240 aveva le ali interamente sommerse, con i propulsori montati sulle ali posteriori. Ogni ala montava una coppia di propulsori. In dettaglio, la propulsione era assicurata da una coppia di motori diesel e da altrettante turbine a gas NK-12, con una potenza complessiva di 22.000 hp. Le stesse ali erano piuttosto elaborate, e si potevano piegare verso il basso tramite alcuni pistoni idraulici. Nell'insieme, si trattava di un'imbarcazione estremamente veloce.
Anche l'armamento era piuttosto pesante. Infatti, questo comprendeva quattro missili antinave SS-N-9 Siren in altrettanti tubi singoli, sistemati in due coppie ai lati della sovrastruttura. I Siren erano a guida radar attiva. La protezione antiaerea era fornita da un impianto binato per il lancio di missili SA-N-4 Gecko con 20 missili complessivi, a guida radar semiattiva. Completava l'armamento un cannone AK-630 da 30 mm con sistema gatling, con una celerità di tiro nell'ordine dei 3.000 colpi al minuto.
A causa dell'estrema complessità del progetto, ne venne realizzato un unico esemplare.

## Utilizzo
La costruzione dell'unico esemplare, chiamato MPK-5, venne intrapresa presso il cantiere navale di Petrovski, a San Pietroburgo (allora chiamata Leningrado) nel 1973. Le prove in mare iniziarono nel 1976, ed il 30 dicembre 1977 la piccola imbarcazione venne dichiarata operativa. In seguito, utilizzando vie d'acqua interne, l'unità fu trasportata nel Mar Nero, dove arrivò nel novembre 1979. Fino al 1990, anno in cui fu radiata, la MPK-5 servì nella Flotta del Mar Nero, ed ebbe come base operativa la città di Sebastopoli. Nel 1992 affondò in seguito ad un incendio. Il relitto fu successivamente recuperato e demolito.